# Jan Jozef Somers
Joannes Josephus (Jan Jozef) Somers (Westmeerbeek, 10 november 1787 – aldaar, 4 februari 1837), ook Jean Joseph Somers, was een Zuid-Nederlands grondeigenaar, maire en burgemeester.
Joannes Josephus Somers werd geboren te Westmeerbeek op 10 november 1787, als zoon van Joannes Adrianus Somers (1744-1814) en Anna Maria Stynen (†1816). Zijn vader was afkomstig uit Berlaar en was ten tijde van de geboorte secretaris van Westmeerbeek. Van 1808 tot zijn dood in 1814 was Adrianus bovendien maire van Westmeerbeek. Maria Stynen was afkomstig van Antwerpen en particuliere ten tijde van haar overlijden.
In 1809 werd Jozef maire van buurgemeente Houtvenne tot 1813. Vanaf 1810 tot 1814 vervulde hij tevens de functie van maire van Hulshout. Deze functie komt ongeveer overeen met die van de hedendaagse burgemeester. Bij het overlijden van zijn moeder in 1816 was hij rijksontvanger te Turnhout. Tussen 1818 en 1830 was hij vervolgens burgemeester van zijn geboortedorp Westmeerbeek.
Op 4 februari 1837 stierf hij te Westmeerbeek. Ten tijde van zijn overlijden was hij een grondeigenaar en rentenier. Hij was ongehuwd.